# El Progreso, San Jerónimo Coatlán
El Progreso är en ort i Mexiko.   Den ligger i kommunen San Jerónimo Coatlán och delstaten Oaxaca, i den sydöstra delen av landet, 400 km sydost om huvudstaden Mexico City. El Progreso ligger 1 361 meter över havet och antalet invånare är 202.
Terrängen runt El Progreso är kuperad åt sydväst, men åt nordost är den bergig. Terrängen runt El Progreso sluttar söderut. Runt El Progreso är det glesbefolkat, med 8 invånare per kvadratkilometer. Närmaste större samhälle är Santos Reyes Nopala, 13,4 km sydväst om El Progreso. I omgivningarna runt El Progreso växer i huvudsak städsegrön lövskog.